# Rensa
Rensa（レンサ）は、宮城県仙台市青葉区一番町のTICビル7階にあるライブハウスである。

## 概要
仙台市都心部のアーケード商店街「一番町四丁目商店街」にあり、仙台市内のライブハウスとしては開業時点でZepp Sendai（約1500人収容）に次ぐ規模だったが、2012年（平成24年）7月1日にZepp Sendaiが閉館したため、その後、2016年の仙台PITの開店まで市内最大となっていた。コンサートのほか講演会や映画の上映会、文化行事などを開催している。
ビルを所有する東一センタービルとイベント企画会社のジー・アイ・ピーによる共同出資会社である株式会社レンサが運営する。また、仙台市の「広域集客型産業立地促進助成金」の交付対象となっている。

## 名称
『レンサ』の名称の由来はTICビルの再開発前に存在した飲食店街、通称「東一連鎖街」から来ており、集まる人々とアーティストの想いをつなぎ、そこに生まれる「幸せの連鎖」をつなげていきたいという想いが込められている。

## 沿革
- 2009年（平成21年）
  - 12月10日、TICビル竣工。
- 2010年（平成22年）
  - 12月3日、株式会社レンサ設立[2]。
- 2011年（平成23年）
  - 1月4日、仙台市が当館を「広域集客型産業立地促進助成金」の交付対象とすることを決定[3]。
  - 2月、「吉井和哉 Flowers & Powerlight Tour 2011」仙台公演で4月8日に杮落としと発表される[4]。
  - 3月11日、東北地方太平洋沖地震（東日本大震災）が発生し、公演スケジュールが白紙状態となる。
  - 4月8日、杮落としは延期となり、「吉井和哉 Flowers & Powerlight Tour 2011」仙台公演は6月7日にZepp Sendaiで振り替え開催となった[5]。
  - 4月29日、震災復興キックオフデーに合わせて杮落とし。同日と30日に川崎町で開催予定だったが、震災の影響で中止となった「ARABAKI ROCK FEST.11」（GIPが主催者に名を連ねる）[6]に出演予定のアーティストが出演する「荒吐桜祭」が入場無料で開催された[7]。このとき、Date fm『アラバキラヂオ』の公開収録も行われた[8]。
  - 7月3日、「吉井和哉 Flowers & Powerlight Tour 2011」の最終公演が、当館にて追加公演として開催された[5]。
- 2012年（平成24年）
  - 3月11日、発災から1年目の同日、「東MAXプレゼンツ第5回東日本応援チャリティライブin仙台」が当館で開催された[9]。出演者は、かつて仙台放送『Take2のTOPCAT』でレギュラーだった東貴博や、準レギュラーだった土田晃之など。

## 施設概要
- 収容人数：
  - オールスタンディング400〜700名
  - 座席約250席
- 面積：
  - 全フロア：728.12 m2
  - ステージ部：66.38 m2
  - 客席部：140.42 m2

## アクセス
- 鉄道
  - 仙台市地下鉄南北線・勾当台公園駅南2出入口より徒歩2分
  - 仙台市地下鉄南北線・広瀬通駅西5出入口より徒歩6分
  - JR仙台駅西口より徒歩18分
- 自転車・バイク
  - TICビル8階に駐輪場あり。